# Museo del Puerto de Tarragona
El Museo del Puerto de Tarragona, es un museo dedicado a documentar y dar a conocer el mismo Puerto así como su entorno.
Las instalaciones son un antiguo almacén construido en el primer tercio del siglo XX, que en 2000 pasa de espacio portuario a espacio cultural.
El Museo muestra el patrimonio marítimo y portuario de la costa catalana a través del tiempo; desde que los romanos llegaron a la antigua Kesse, y la transformaron en Tarraco hasta la expansión de los siglos XIX y XX. El espacio expositivo pretende explicar la relación de Tarragona con el mar; los oficios, el puerto pesquero vinculado a la emblemática del Serrallo, el puerto deportivo y las embarcaciones creadas en la ciudad (como la pulga, el bot balandre de recreo de poca eslora). La exposición se complementa con la colección de Esteve Galindo, conjunto de modelos a escala de todo tipo de barcos.
En su vigésimo aniversario fue temporal ubicado en uno de los otros Tinglados del Muelle mientras su sede original era completamente reformada y musealizada de nuevo. La reinauguración se produjo el 17 de julio de 2021.